# Pseudoteleclita
Pseudoteleclita is een geslacht van vlinders van de familie tandvlinders (Notodontidae).

## Soorten
- P. centristicta Hampson, 1897
- P. flavisticta Gaede, 1930